# جيم بليث
جيم بليث (بالإنجليزية: Jim Blyth)‏ (2 فبراير 1955 في المملكة المتحدة - ) هو لاعب كرة قدم بريطاني في مركز حراسة المرمى، شارك في كأس العالم 1978. وشارك مع منتخب اسكتلندا لكرة القدم. أما مع النوادي، فقد لعب مع برمنغهام سيتي وبريستون نورث إيند وكوفنتري سيتي ونادي هيرفورد ونونيتون بورو ‏.

## وصلات خارجية
- جيم بليث على موقع قاعدة بيانات كرة القدم.إي يو (الإنجليزية)
- جيم بليث على موقع ناشيونال فوتبول تيمز (الإنجليزية)
- جيم بليث على موقع عالم كرة القدم.نت (الإنجليزية)